# Liczba zmierzchowa
Liczba zmierzchowa (sprawność zmierzchowa) – parametr sprzętu optycznego (lornetek, celowników) wskazujący na przydatność urządzenia do pracy w słabych warunkach oświetlenia. 
Określa zdolność dostrzegania celu. Liczbowo wyraża się przez pierwiastek kwadratowy z iloczynu powiększenia i średnicy obiektywu. Im większa liczba, tym sprzęt optyczny jest "jaśniejszy" – bardziej nadaje się do pracy w trudnych warunkach oświetleniowych.